# Leon Karemaker
Pas d'image ? Cliquez ici

a Compétitions nationales et continentales officielles uniquement.

Dernière mise à jour le 14 octobre 2019.
Leon « Karras » Karemaker, né le 18 mai 1985, au Cap en Afrique du Sud, est un joueur de rugby à XV sud-africain évoluant dans les rangs des wildelkawer Griquas et jouant au poste de troisième ligne aile (1,90 m, 106 kg). 

## Biographie
Leon Karemaker est un produit de la formation de la Western Province. Grand espoir au poste de troisième ligne, cet international des –19 ans a du mal à percer au plus haut niveau, barré à la Western Province par plusieurs joueurs dont l'international Schalk Burger, et doit se contenter d’un simple remplacement dans un match de Currie Cup en 2006. Il signe à Aurillac à l’été 2008 pour une saison avant de repartir pour les Griquas en Afrique du Sud.

## Carrière
- 2002-2008 : Western Province ( Afrique du Sud)
- 2008-2009 : Stade aurillacois ( France)
- 2009-2015 : Griquas ( Afrique du Sud)
- 2011-2012 : Cheetahs ( Afrique du Sud)